# Myšice křovinná
Myšice křovinná (Apodemus sylvaticus) je myšice asi stejně velká jako myš domácí. Ve starší odborné literatuře byla označována jako myš lesní, což svádí k záměně s myšicí lesní – jinou velmi příbuznou a velmi podobnou myšicí.

## Rozšíření
Obývá skoro celou kontinentální Evropu kromě severní Skandinávie a Finska. Žije i na Islandu a na středomořských ostrovech. V Asii proniká až do Číny, Mongolska a severní Indie. Vyskytuje se také v severozápadní Africe.

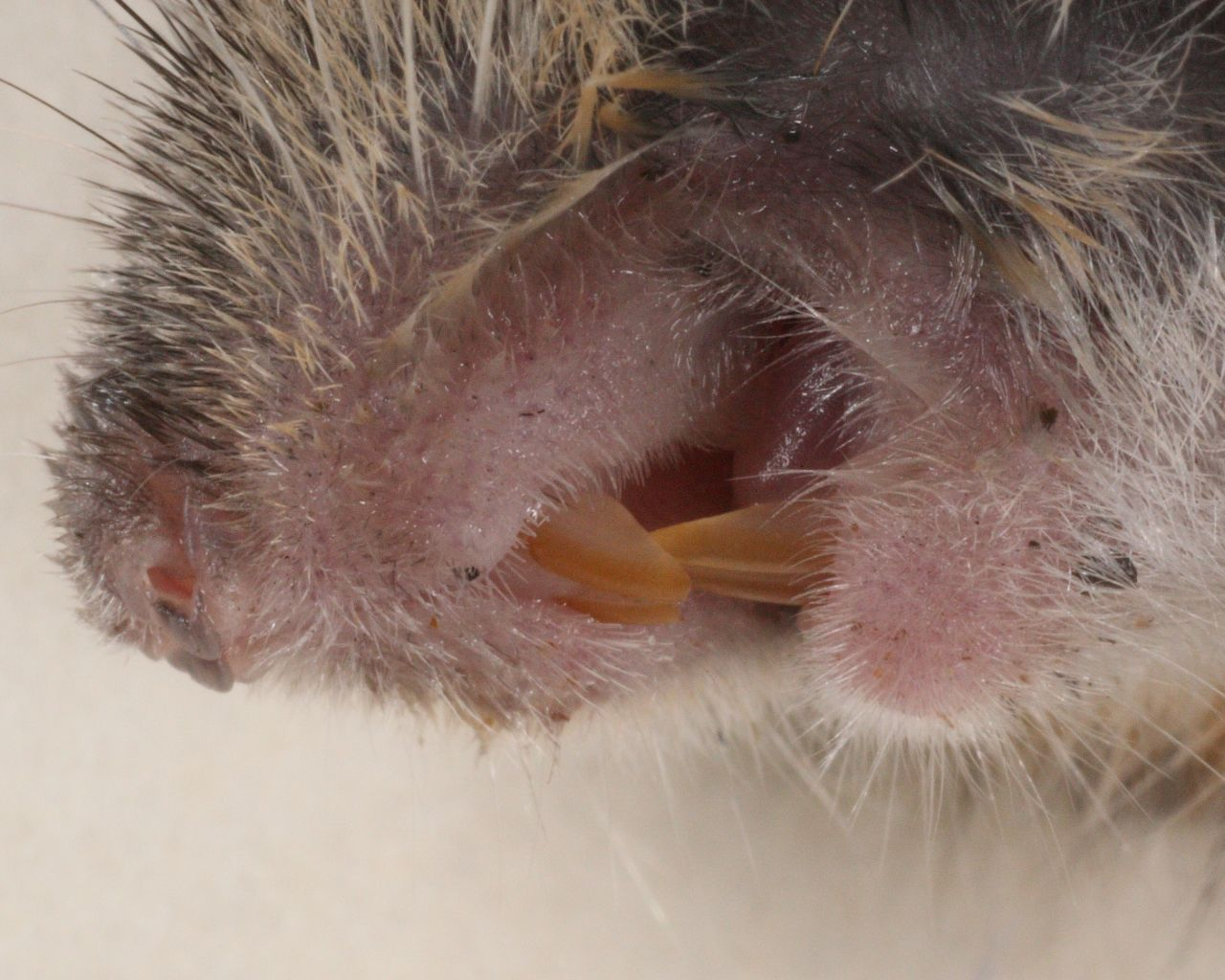
Přední zuby myšice křovinné

### Výskyt v Česku
Myšice křovinná je jedním z našich nejběžnějších drobných savců. Žije na prakticky celém českém území od nížin až po subalpinské pásmo hor – např. v Krkonoších až do téměř 1500 m n. m.

## Stavba těla
Tato myšice váží 13–38 g. Dosahuje délky těla 75–110 mm; ocas je o něco kratší (70–105 mm). Je na něm 150–180 rohovinových kroužků. Má velké ušní boltce, šedohnědý, lehce nahnědlý kožíšek, na břiše špinavě bílý, přičemž hranice přechodu barev mezi boky a břichem není ostrá. Mívá také žlutou skvrnu na hrdle, která je však oproti myšici lesní menší a nezasahuje na přední končetiny.

## Výskyt
Obývá světlé a suché lesy, křovinatá místa na krajích polí, křoviny podél vod, ale také parky a okraje měst a vesnic. Žije i v horách především v křovinatých místech podél cest. V zimě se přestěhovává k lidským obydlím (pokud jsou blízko), nebo přímo do nich.
Vyskytuje se i v centrech velkoměst. Jako tzv. pionýrský druh je jedním z prvních savců osidlujících zdevastované nebo naopak rekultivované plochy (smetiště, opuštěné lomy, výsypky dolů apod.).

## Způsob života
Myšice křovinná velmi dobře šplhá i skáče – většinou se pohybuje rychlými skoky. Dovede také plavat. Za potravou se vydává po setmění.
Žije v málo organizovaných společenstvích. Skupinám dominuje dospělý samec, jehož relativně velké teritorium překrývá teritoria většiny podřízených samic.

### Potrava
Živí se hlavně semeny – často konzumuje zásoby zrní. Potravu doplňuje některými drobnými plody, kořínky, hmyzem i dalšími bezobratlými – umí např. nahlodávat ulity hlemýžďů a vykusovat jejich těla. Živočišná složka u ní tvoří významnější podíl především na jaře a v létě. Zelené části rostlin požírá jen málo.
Často si dělá zásoby, například pecek třešní. Zimu stejně jako ostatní myšice nepřespává a dožívá se až 3 let.

### Rozmnožování
Staví si hnízdo v noře, kterou si vyhrabává nejčastěji v měkkých půdách. Doupě má 2 až 3 východy. Někdy se však hnízdo nachází na zemi.
Samice vrhá mimo zimní období až třikrát ročně 2 až 9 mláďat (obvykle 4–7). Ta se rodí holá a slepá; váží 1–2 g. Od 6. dne se jim pokrývá hřbet šedohnědou srstí a po několika dalších dnech světlejší srstí i břicho. Ve 12 dnech jim rostou přední zuby; oči se jim otvírají po 12–14 dnech.

## Nepřátelé
Myšici v Česku loví draví ptáci a sovy, ale i krkavcovití. Ze savců jsou to především drobné lasicovité šelmy, ale např. i lišky.